# أوتيس هدسون
أوتيس هدسون (بالإنجليزية: Otis Hudson)‏ هو لاعب كرة قدم أمريكية أمريكي، ولد في 19 يوليو 1986 في بارينغتون في الولايات المتحدة.

## وصلات خارجية
- أوتيس هدسون على موقع مرجع كرة القدم المحترفة.كوم (الإنجليزية)